# Intersport Heilbronn Open

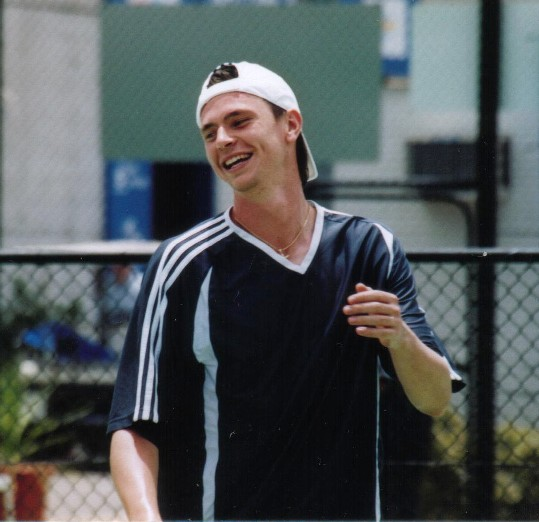
El sueco Robin Söderling ganador de la edición 2006

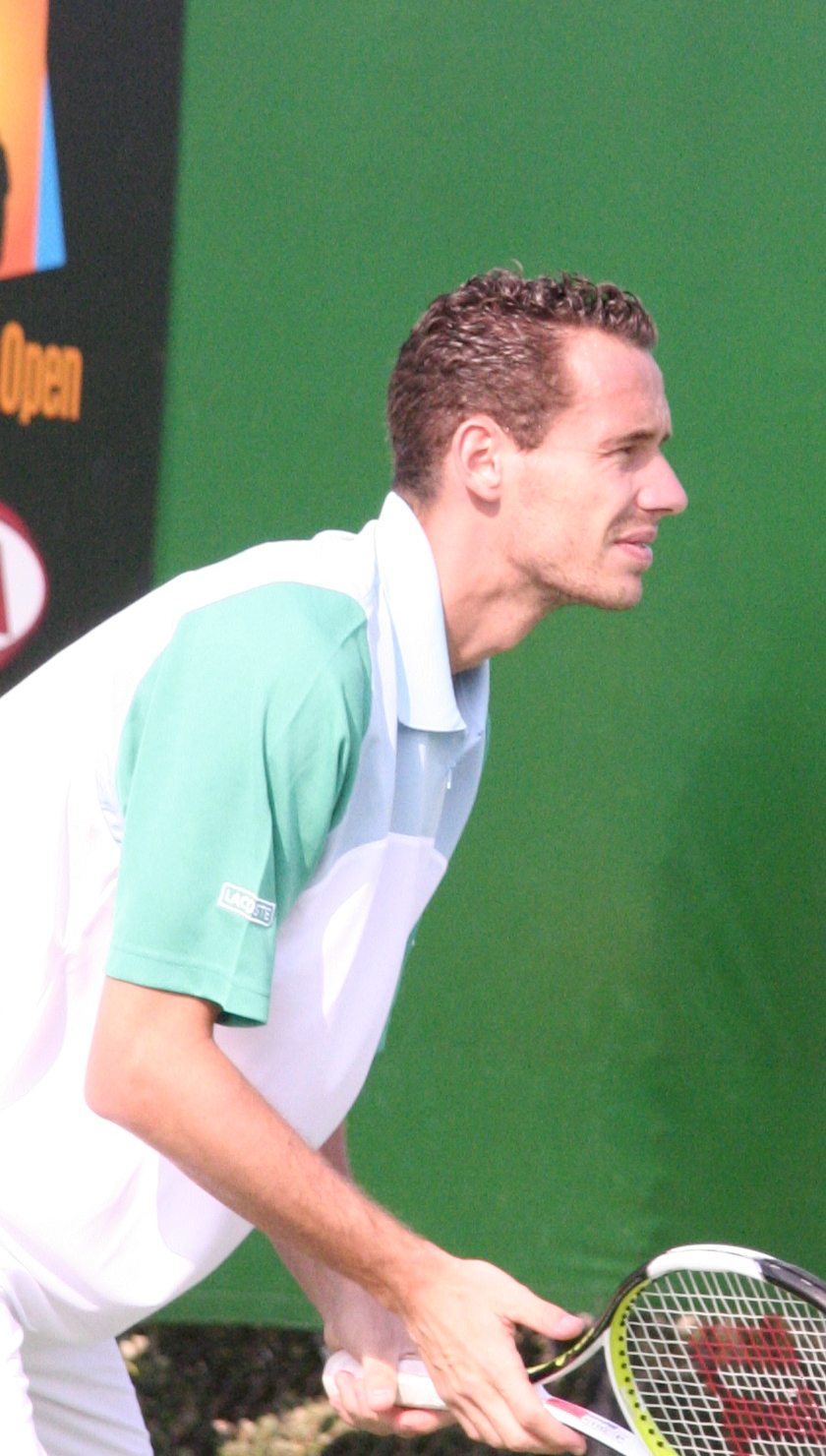
El francés Michaël Llodra disputó 2 finales. En el año 2001 fue victoria ante Goran Ivanišević, en cambio la final del año 2007 fue derrota ante Michael Berrer

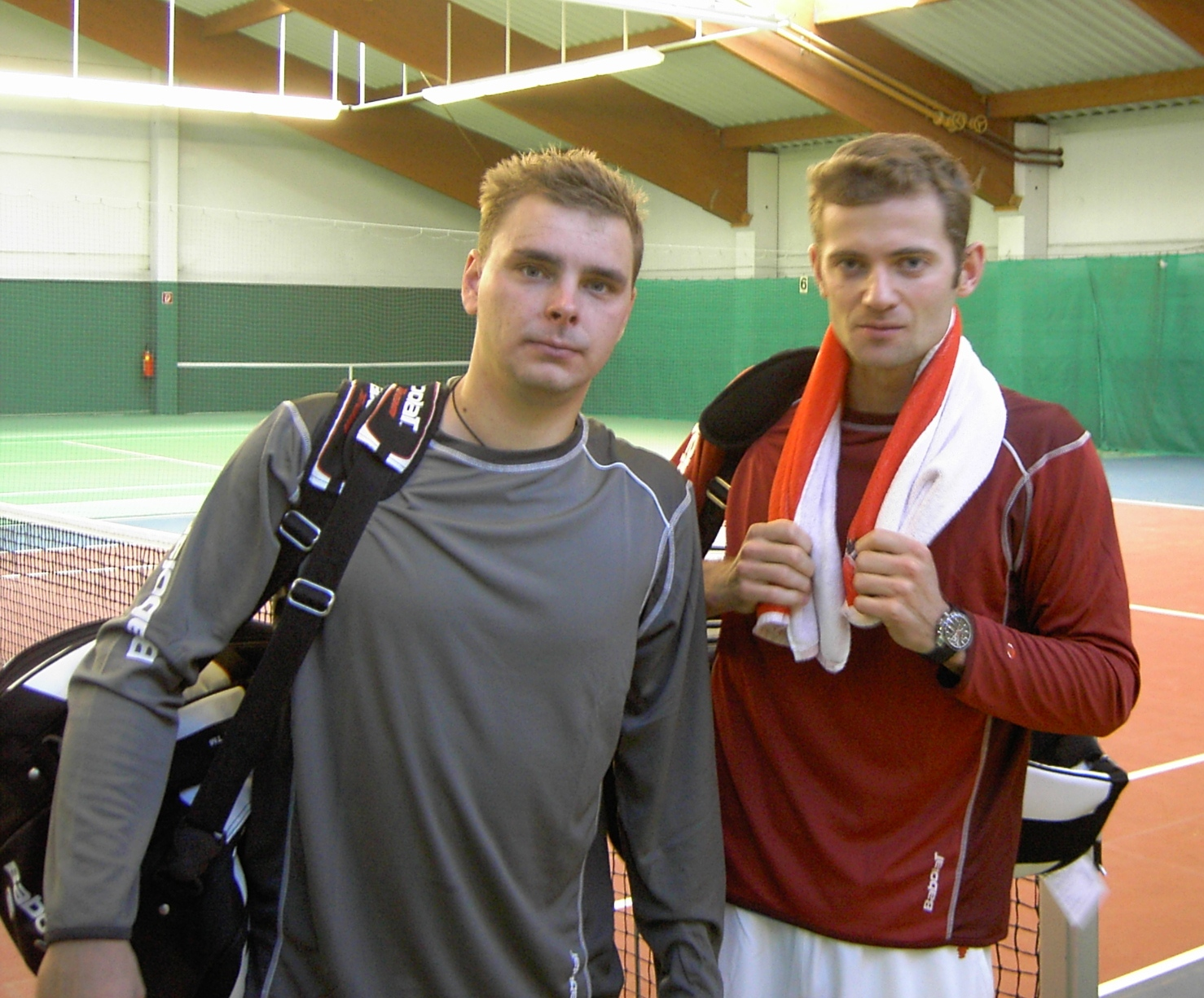
La pareja polaca Mariusz Fyrstenberg y Marcin Matkowski ganadores de la edición de dobles del año 2004

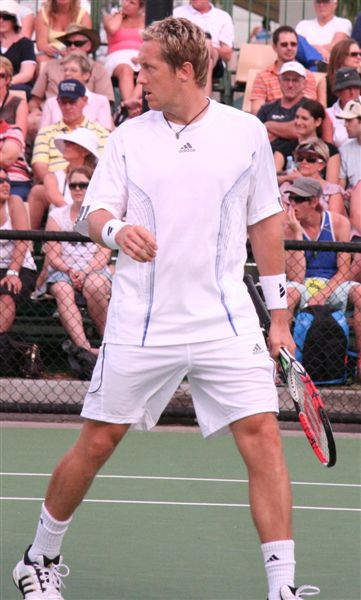
Jonas Björkman junto a Jan Apell, fueron vencedores en dobles en el año 1993 al derrotar en la final a Peter Nyborg y Brian Devening

El Intersport Heilbronn Open es un torneo profesional de tenis. Pertenece al ATP Challenger Series. Se juega desde el año 1984 sobre superficie dura, en Heilbronn, Alemania.

## Historia[2]
El Intersport Heilbronn Open es un torneo de tenis masculino de la ATP. Se lleva a cabo anualmente desde 1984 en el Centro de Tenis en Talheim, aproximadamente 6 km al sur de la ciudad de Heilbronn, en Baden-Württemberg.En el año 1988, fue incluido en el circuito ATP Challengers Series. El iniciador y líder del torneo es Uli Eimüllner. La fecha límite es finales de enero, coincidiendo con el inicio de la segunda semana del Abierto de Australia. Se dispone de tres canchas de cemento cubierto disponible, los asientos de la cancha central para 1700 espectadores. El ganador recibirá 110 puntos para el ranking, el dinero del premio total de 85.000 euros.
Challengers para tomar parte en su mayoría jugadores jóvenes que tienen sus carreras por delante. Más tarde conocidos ganadores anteriores incluyen Carl-Uwe Steeb y Michael Stich.

## Palmarés

### Individuales
| Año  | Campeón           | Finalista            | Resultado            |
| ---- | ----------------- | -------------------- | -------------------- |
| 2014 | Peter Gojowczyk   | Igor Sijsling        | 6-4, 7-5             |
| 2013 | Michael Berrer    | Jan-Lennard Struff   | 7–5, 6–3             |
| 2012 | Björn Phau        | Ruben Bemelmans      | 6–7(5), 6–3, 6-4     |
| 2011 | Bastian Knittel   | Daniel Brands        | 7–6(4), 7–6(5)       |
| 2010 | Michael Berrer    | Andrey Golubev       | 6-3, 7-6(4)          |
| 2009 | Benjamin Becker   | Karol Beck           | 6-4, 6-4             |
| 2008 | Andrey Golubev    | Philipp Petzschner   | 2-6, 6-1, 3-1 retiro |
| 2007 | Michael Berrer    | Michaël Llodra       | 6-5, retiro          |
| 2006 | Robin Söderling   | Tomáš Zíb            | 6-1, 6-4             |
| 2005 | Jiří Vaněk        | Lars Burgsmüller     | 6-2, 6-4             |
| 2004 | Gilles Elseneer   | Lars Burgsmüller     | 3-6, 6-3, 7-6(5)     |
| 2003 | Karol Beck        | Jürgen Melzer        | 6-2, 5-7, 7-6(5)     |
| 2002 | Alexander Popp    | Jürgen Melzer        | 3-6, 6-3, 6-4        |
| 2001 | Michaël Llodra    | Goran Ivanišević     | 6-3, 6-4             |
| 2000 | Magnus Larsson    | Stéphane Huet        | 6-3, 7-6             |
| 1999 | Laurence Tieleman | Markus Hantschk      | 6-2, 5-7, 6-3        |
| 1988 | Martin Sinner     | Gianluca Pozzi       | 6-0, 3-6, 6-3        |
| 1997 | Henrik Holm       | Hendrik Dreekmann    | 6-3, 2-6, 6-0        |
| 1996 | Chris Woodruff    | Gianluca Pozzi       | 6-3, 6-3             |
| 1995 | David Rikl        | Frederik Fetterlein  | 7-5, 6-3             |
| 1994 | Markus Zoecke     | Cristiano Caratti    | 6-3, 6-4             |
| 1993 | David Prinosil    | Martin Damm          | 6-3, 7-6             |
| 1992 | Karsten Braasch   | Markus Naewie        | 6-7, 6-2, 6-2        |
| 1991 | Diego Nargiso     | Markus Zoecke        | 3-6, 7-6, 6-3        |
| 1990 | Milan Srejber     | Alexander Mronz      | 7-6, 4-6, 7-6        |
| 1989 | Michael Stich     | Michael Tauson       | 6-3, 6-2             |
| 1988 | Udo Riglewski     | Michael Kupferschmid | 6-3, 6-7, 6-4        |

### Dobles
| Año  | Campeones                             | Finalistas                              | Resultado            |
| ---- | ------------------------------------- | --------------------------------------- | -------------------- |
| 2014 | Tomasz Bednarek Henri Kontinen        | Ken Skupski Neal Skupski                | 3-6, 7-63, 12-10     |
| 2013 | Johan Brunström Raven Klaasen         | Jordan Kerr Andreas Siljeström          | 6–3, 0–6, [12–10]    |
| 2012 | Johan Brunström Frederik Nielsen      | Treat Conrad Huey Dominic Inglot        | 6-3, 3-6, [10-6]     |
| 2011 | Jamie Delgado Jonathan Marray         | Frank Moser David Škoch                 | 6-1, 6-4             |
| 2010 | Sanchai Ratiwatana Sonchat Ratiwatana | Mario Ančić Lovro Zovko                 | 6–4, 7–5             |
| 2009 | Karol Beck Jaroslav Levinský          | Benedikt Dorsch Philipp Petzschner      | 6–3, 6–2             |
| 2008 | Rik de Voest Bobby Reynolds           | Igor' Kunicyn Aisam-ul-Haq Qureshi      | 7–6(2), 6–7(5), 10–4 |
| 2007 | Michael Kohlmann Rainer Schüttler     | Sander Groen Michaël Llodra             | walkover             |
| 2006 | Christopher Kas Philipp Petzschner    | Lukáš Dlouhý David Škoch                | 6–7(2), 6–3, 10–4    |
| 2005 | Sébastien de Chaunac Michal Mertiňák  | Gilles Elseneer Gilles Müller           | 6–2, 3–6, 6–3        |
| 2004 | Mariusz Fyrstenberg Marcin Matkowski  | Lars Burgsmüller Kenneth Carlsen        | 6–3, 6–3             |
| 2003 | Simon Aspelin Johan Landsberg         | Petr Pála Pavel Vízner                  | 6–4, 6–4             |
| 2002 | Aleksandar Kitinov Johan Landsberg    | František Čermák Ota Fukárek            | 6–7(5), 6–3, 6–1     |
| 2001 | Sander Groen Jack Waite               | Petr Luxa David Rikl                    | 1–6, 6–3, 7–6(4)     |
| 2000 | Jan Siemerink John van Lottum         | Magnus Larsson Fredrik Loven            | 7–5, 7–6             |
| 1999 | Michael Kohlmann Filippo Veglio       | Justin Gimelstob Chris Woodruff         | 6–4, 6–7, 7–5        |
| 1998 | Geoff Grant Mark Merklein             | Stefano Pescosolido Vincenzo Santopadre | 6–3, 7–6             |
| 1997 | Olivier Delaître Stéphane Simian      | Patrick Baur Clinton Ferreira           | 6–7, 6–3, 7–6        |
| 1996 | Lorenzo Manta Pavel Vízner            | Diego Nargiso Udo Riglewski             | 6–3, 7–6             |
| 1995 | Sasa Hirszon Goran Ivanišević         | Martin Sinner Joost Winnink             | 6–4, 6–4             |
| 1994 | Ģirts Dzelde Mathias Huning           | Omar Camporese Cristiano Caratti        | 6–4, 6–2             |
| 1993 | Jan Apell Jonas Björkman              | Brian Devening Peter Nyborg             | 6–2, 7–6             |
| 1992 | Doug Eisenman Bent-Ove Pedersen       | Sander Groen Tomas Nydahl               | 6–1, 6–3             |
| 1991 | Diego Nargiso Stefano Pescosolido     | Christian Saceanu Michiel Schapers      | 6–2, 6–2             |
| 1990 | David Rikl Tomáš Anzari               | Byron Talbot Jorgen Windahl             | 6–4, 6–4             |
| 1989 | Martin Sinner Michael Stich           | Gheorghe Cosac Adrian Marcu             | 4–6, 6–4, 7–6        |
| 1988 | Jaromir Becka Udo Riglewski           | Axel Hornung Andreas Lesch              | 7–6, 4–6, 6–2        |